# Принцип «платить жертва»
Принцип «платить жертва» — на противагу принципу «забруднювач платить», згідно з цим принципом жертва забруднення або деградації навколишнього середовища платить стороні, що забруднює, за те, щоб вона не займалася цією діяльністю. Прикладом застосування цього принципу є діяльність, виконувана спільно в рамках  Рамкової конвенції зі зміни клімату, наприклад, по лісопосадці в країнах Центральної та Східної Європи за рахунок коштів західних країн з метою забезпечення поглинання лісами вуглекислого газу і, таким чином, зменшення останніми країнами вкладу в «парниковий ефект». Такі фінансові витрати більш вигідні, ніж закриття або перепрофілювання в західних країнах виробництв, що виділяють парникові гази.

## Ресурси Інтернету
- Еколого-економічний словник  [Архівовано 27 червня 2013 у Wayback Machine.]
- Економічна цінність природи  [Архівовано 27 вересня 2013 у Wayback Machine.]
- Концепция общей экономической ценности природных благ  [Архівовано 26 березня 2014 у Wayback Machine.]
- Традиционные и косвенные методы оценки природных ресурсов